# Битва під Ярославом
Би́тва під Яросла́вом (17 серпня 1245) — бій, що відбувся поблизу міста Ярослав над річкою Сян між військами галицько-волинських князів Данила і Василька Романовичів та їх спільників — половців з одного боку і силами угорців, поляків та галицької боярської опозиції з іншого.

## Передісторія
У 1241 році частина галицьких бояр на чолі з лідером проугорської партії Владиславом Кормильчичем, користуючись з ослаблення Галицько-Волинського князівства після монгольської навали, виступили проти галицького князя Данила I. Вони намагалися посадити на престол у Галичі Ростислава Михайловича, далекого родича галицьких Ростиславичів, племінника Данила Романовича.
У 1245 році Ростислав звернувся по допомогу до угорського короля Бели IV, свого тестя, і краківського князя Болеслава V Сором'язливого, дружиною якого була донька Бели IV, як і дружиною Ростислава. Угорщина віддавна мала претензії на Галичину, а поляки ворогували з Данилом і його батьком Романом, тому обидві сторони охоче надали свої війська. Забезпечивши собі підтримку іноземців і галицької боярської опозиції, Ростислав вдерся в Галичину і підійшов до міста Ярослава.
Місто мало велику залогу і добрі укріплення, тому Ростислав відступив від нього і захопив за допомогою польських лицарів Флоріана Войцеховича сусідній Перемишль. Зібравши тамтешніх жителів і зброю, він повернувся до Ярослава, обложив його і спорудив неподалік приставні форти. Коли Ростислав готував каменобійну артилерію для взяття міста, залога виступила з нього і дала бій перед стінами. Проте вилазка була невдалою — городяни зазнали поразки і повтікали за мури. Це додало впевненості Ростиславу у своїй майбутній перемозі над Романовичами. Літописець так передає його слова: «Якби я навідав де Данила й Василька — поїхав би на них. Навіть би з десятком воїв я поїхав би на них». Князь настільки розслабився, що влаштував лицарський турнір перед містом. Він особисто взяв участь у іграх і навіть вивихнув плече.
Тим часом Данило і Василько дізналися про прихід Ростислава з угорсько-польською армією в Галичину. Вони негайно почали збирати народне ополчення воїв та вислали послів до своїх союзників — мазовецького князя Конрада I і литовського князя Міндовґа I по допомогу. Проте, за браком часу Романовичі вирушили з Волині на ворога самостійно, у супроводі лише половецьких загонів. В авангарді виступив двірський Андрій. Він мусив розвідати стан противника і повідомити жителям Ярослава, що їх незабаром буде врятовано.
Коли війська Данила і Василька перейшли річку Сян, Ростислав отримав повідомлення про їх наближення. Він вивів проти них свої війська з «русі, угрів і ляхів», а біля міста залишив заслон з піхоти, щоб городяни не приєдналися до противника і не понищили обложну артилерію.

## Хід битви
Битва розпочалася 17 серпня 1245 року з удару кінноти обох військ. Ростислав з галицькими боярами рушив на полки Данила, але його атакували передові загони двірського Андрія разом з половцями. У колотнечі частина Андрієвих сил відступила, незважаючи на підмогу 20 боярських підрозділів Данила. Сам двірський стримував натиск ворога зі своєю особистою дружиною.
В літописі так описано ці події:
Ростислав, отож, виладнавшись до бою, перейшов глибокий яр,— він бо йшов супроти Данилового полку,— але Андрій-двірський постарався, щоб він не зітнувся з Даниловим полком. Прискоривши хід, Андрій зітнувся з військом Ростиславовим кріпко: списи так ламалися об броню, наче це були удари грому, і з обох же сторін многі, упавши з коней, померли, а інші поранені були сильними ударами списів. Данило тоді послав на поміч йому, Андрієві, двадцять вибраних мужів. І хоча боярин Василій Глібович і князі Всеволод Олександрович та Мстислав Глібович, не маючи змоги помогти Андрієві, побігли обидва назад до Сяну, але Андрій, що зостався з невеликою дружиною, в'їжджаючи, кріпко боровся з ними.
На одному з флангів почали наступ поляки Флоріана Войцеховича. Співаючи гімн «Богородиця», вони зійшлися з волинськими частинами Василька і тривалий час билися.
Між тим, Данило розгледів, що основні сили противника — угорське військо на чолі з воєводою Фільнеєм — зосереджено позаду ростиславових частин. Він обійшов позиції Ростислава і вдарив по угорцях. В бою Фільней схопив Данила, але той зумів визволитися. Поки основні данилові полки боролися з ворогом, сам князь від'їхав від місця бою і напав на угорців з іншої сторони. Молодий княжич Лев Данилович збив і поранив ворожого воєводу списом. Коли русини роздерли угорську хоругву навпіл, військо противника кинулося тікати. Побачивши, що угорці відступають, Ростислав також повернув навтікача.
В літописі розгром ворога описано так:
І коли побачив Данило, що ляхи кріпко ідуть на Василька, «кєрліш» співаючи, і сильним голосом ревли у війську їх, коли ж побачив Данило зблизька битву Ростиславову і Філю, воєводу угорського, що стояв у задньому полку із хоругвою і казав: «Руси скорі є на битву, але вистіймо перед натиском їх, бо вони не видержують довгий час у січі»,— бог, однак, не послухав нахваляння його,— то рушив на нього Данило зі стольником Яковом Марковичем і з боярином Шелвом. Шелв тоді був збитий списом, а Данила Філя схопив. Він вирвався з рук його і виїхав із битви, але, побачивши угрина, що йшов на поміч Філі, списом збив його, і спис, загнаний в нього, зламався, а він упав з коня і спустив дух. А об того гордого Філю Лев, ся дитина, зламав списа свого. І знову Данило скоро прийшов на нього, [Філю], і розтрощив військо його, і хоругов його роздер навпіл. Побачивши ж це, Ростислав побіг, і повернули угри навтікача.
Данило кинувся у погоню за ворогом через глибокий яр, не знаючи стану справу у василькових полках. Коли він угледів свою хорогву, що гнала поляків, то був дуже радий. Данило і Василько об'єдналися поблизу Ярослава та припинили переслідування. Ростиславова піхота, що стояла біля міста, заходилася тікати.
В полон до Романовичів потрапили угорський воєвода Фільней, польський воєвода Флоріан Войцехович і лідер галицької опозиції боярин Владислав Кормильчич. Їх стратили разом із багатьма іншими «в гніві». Після бою Данило, Василько і Лев стали на «побоїщі», знаменуючи свою перемогу. Прості вояки продовжували збирати здобич і ганятися за утікачами. Данило попалив приставні форти Ростислава біля міста, визволив Ярослав і виїхав з полоненими до своєї резиденції в Холм.
Підмога Мазовії і Литви прибула під кінець битви і одразу ж повернулася додому.

## Наслідки
Битва під Ярославом вирішила боротьбу за Галичину, яка тривала сорок років. Боярська опозиція була остаточно знищена. Ростислав утік до Угорщини, війська якої перестали здійснювати великомасштабні походи до Галичини. Угорський король Бела IV уклав у 1247 році мир з Данилом і видав свою доньку Констанцію за княжого сина Лева Даниловича. Данило став повним володарем Галицько-Волинського князівства.
Попри позитивні сторони були й негативні. Успіхи Романовичів стурбували Сарай-Бату, столицю Золотої Орди. Монголи вирішили підкорити собі Галицько-Волинське князівство, щоб запобігти його посиленню, і поставили князям ультиматум: «Дай Галич». Данило не мав на той час належних сил протистояти ординцям, а тому приїхав у Сарай наприкінці 1245 року і визнав сюзеренітет Батия. Цей крок зберіг цілісність князівства, але водночас перетворив його у авангард монголів у країнах Центральної Європи.
Таким чином, перемога Романовичів у битві під Ярославом зміцнила зсередини Галицько-Волинське князівство і додала йому авторитету у європейських країнах. Проте, з іншого боку, саме ця перемога виявила потужного конкурента Золотої Орди на Русі і послужила причиною миттєвої васалізації князівства Романовичів монголами.